# Список сексуальних відхилень
Сексуальними відхиленнями або парафіліями вважаються такі форми сексуальної поведінки, які не відповідають прийнятій у даному суспільстві сексуальній нормі. Американська психіатрична асоціація у своєму Діагностичному і статистичному посібнику, п'яте видання (DSM), проводить різницю між парафіліями (які вона описує як нетипові сексуальні інтереси) і парафілічними розладами (які додатково вимагають переживання дистресу, порушення функціонування та/або бажання задовольнити їх з особою, яка не дає на це згоду). Деякі парафілії описуються більш ніж одним терміном, а деякі терміни перетинаються з іншими. Парафілії, які не мають кодів DSM, підпадають під DSM 302.9, «Парафілія NOS (Not Otherwise Specified)».
У своїй книзі про сексуальні патології 2008 року Аніл Аґґравал склав список з 547 термінів, що описують парафільні сексуальні інтереси. Однак він застерігає, що «не всі ці парафілії обов'язково спостерігаються в клінічних умовах. Це може бути не тому, що їх не існує, а тому, що вони настільки нешкідливі, що ніколи не доводяться до відома клініцистів і не ігноруються ними. Як і алергія, сексуальне збудження може виникати від будь-чого, що знаходиться під сонцем, в тому числі й від сонця».
Більшість наведених нижче назв парафілій, утворених у ХІХ і особливо XX століттях від грецьких і латинських коренів, вживаються лише в медичному контексті.

## Парафілії

### А
| Парафілія                 | Об'єкт еротичного інтересу |
| ------------------------- | --- |
| Абазіофілія               | Люди з обмеженими фізичними можливостями |
| Автагоністофілія          | Перебування на сцені або перед камерою |
| Автассассінофілія         | Перебування в небезпечних для життя ситуаціях |
| Автоандрофілія            | Суперечливий термін, що означає сексуальне збудження біологічної жінки у відповідь на уявлення про себе як про чоловіка                                          |
| Автовампірізм / Вампірізм | Уявлення себе в образі вампіра; Передбачає ковтання або бачення власної крові                                                                                    |
| Автогемофетишизм          | Самостійна кровотеча (не пов'язана з проковтуванням крові) |
| Автогибістрофілія         | Уявлення себе в образі злочинця |
| Автогинефілія             | Суперечливий термін, що означає сексуальне збудження біологічного чоловіка у відповідь на уявлення про себе як про жінку                                         |
| Автогомоеротизм           | Уявлення про себе в образі гея |
| Автоеротична асфіксія     | Самоіндукована асфіксія, іноді до стану, близького до втрати свідомості                                                                                          |
| Автозоофілія              | Уявлення себе в образі тварини |
| Автонепіофілія            | Уявлення себе в образі немовляти |
| Автопедофілія             | Уявлення себе в образі дитини |
| Автоплюшофілія            | Уявлення про себе в образі м'якої іграшки |
| Автосапфоеротизм          | Уявлення себе в образі лесбійки |
| Агалматофілія             | Статуї, манекени та нерухливість |
| Аквафілія                 | Сексуальний фетиш, який передбачає, що люди плавають, позують або навіть тонуть у воді                                                                           |
| Акротомофілія             | Люди з ампутаціями кінцівок |
| Алголанія                 | Біль, особливо в ерогенній зоні; відрізняється від мазохізму, оскільки існує біологічно інша інтерпретація інтенсивного відчуття, а не суб'єктивна інтерпретація |
| Андроміметофілія          | Трансчоловіки |
| Аніліланія                | Потяг молодих чоловіків до старших жінок |
| Антропофагія              | Поїдання людської плоті |
| Антропофаголанія          | Зґвалтування, а потім поїдання іншої людини |
| Апотемнофілія             | Бути з ампутованою кінцівкою |
| Асфіксіофілія             | Придушення |
| Атракція до інвалідності  | Люди з однією або кількома фізичними вадами |

### Б
| Парафілія                  | Об'єкт еротичного інтересу                                                                                         |
| -------------------------- | --- |
| Біастофілія / Раптофілія   | Зґвалтування людини, можливо, фантазії про зґвалтування за згодою                                                  |
| Взуттєвий фетишизм         | Взуття, особливо на високих підборах                                                                               |
| Вологий і брудний фетишизм | Брудні ситуації, включаючи, але не обмежуючись цим, коли вас штрикають, обмазують або покривають брудом            |
| Ворарефілія                | Уявлення про те, що одна людина або істота їсть іншу, або її з'їдає інша; зазвичай ковтається цілою, одним шматком |
| Вуаєризм                   | Спостереження за іншими людьми, коли вони оголені або займаються сексом, як правило, без їхнього відома            |

### Г
| Парафілія                           | Об'єкт еротичного інтересу |
| ----------------------------------- | --- |
| Гематоланія                         | Пити або дивитися на кров |
| Геронтофілія                        | Люди похилого віку |
| Гетерофілія                         | Ідеалізація гетеросексуальності та/або людей, які ведуть «гетеросексуальний спосіб життя», особливо з боку негетеросексуальних людей |
| Гібристофілія                       | Злочинці, особливо ті, хто скоїв жорстокі або обурливі злочини                                                                       |
| Гінандроморфофілія, Гінеміметофілія | Трансжінки |
| Гоплофілія                          | Вогнепальна зброя |

### Д
| Парафілія   | Об'єкт еротичного інтересу |
| ----------- | -------------------------- |
| Дакрифілія  | Сльози або плач            |
| Дендрофілія | Дерева                     |

### Е
| Парафілія                        | Об'єкт еротичного інтересу                                                                     |
| -------------------------------- | ---------------------------------------------------------------------------------------------- |
| Ексгібіціонізм                   | Виставляти свої геніталії напоказ іншим людям, які нічого не підозрюють і не дають на це згоди |
| Еметофілія                       | Блювання                                                                                       |
| Епроктофілія                     | Метеоризм                                                                                      |
| Еротичне асфіксія                | Придушення себе або інших                                                                      |
| Еротофонофілія / Дакнолагноманія | Убивство, часто незнайомих людей                                                               |

### З
| Парафілія | Об'єкт еротичного інтересу                                            |
| --------- | --------------------------------------------------------------------- |
| Зоофілія  | Тварини                                                               |
| Зоосадизм | Заподіяння болю тваринам або спостереження за тим, як вони страждають |

### І
| Парафілія    | Об'єкт еротичного інтересу                                                                                       |
| ------------ | --- |
| Інфантофілія | Педофілія з акцентом на дітей віком до п'яти років; нещодавно запропонований термін, який не є загальновживаним. |

### К
| Капноланія                | Куріння                                                                       |
| Клептофілія / Клептоланія | Крадіжка                                                                      |
| Клізмафілія               | Клізми, збудження та задоволення від отримання, введення або і того, і іншого |
| Копрофілія                | Фекалії                                                                       |
| Крурофілія                | Ноги                                                                          |

### Л
| Парафілія    | Об'єкт еротичного інтересу   |
| ------------ | ---------------------------- |
| Лактофілія   | Грудне молоко                |
| Ліквідофілія | Занурення геніталій у рідину |

### М
| Парафілія               | Об'єкт еротичного інтересу                                                   |
| ----------------------- | ---------------------------------------------------------------------------- |
| Маєсіофілія             | Вагітні жінки                                                                |
| Мазофілія               | Жіночі груди                                                                 |
| Мазохізм                | Страждання або приниження; побиття, зв'язування або інше жорстоке поводження |
| Макрофілія              | Гігантські істоти; уявний ріст істот                                         |
| Масхаланія              | Пахви                                                                        |
| Мелоланія               | Музика                                                                       |
| Менофілія               | Менструації                                                                  |
| Метрофілія              | Поезія                                                                       |
| Механофілія / Мехафілія | Автомобілі або інші машини                                                   |
| Мисофілія               | Бруд, забруднення, гнилі речі                                                |
| Мікрофілія              | Зменшені істоти; уявне зменшення істот                                       |
| Морфофілія              | Особливі форми або розміри тіла                                              |
| Мукофілія               | Слиз; чхання                                                                 |

### Н
| Парафілія         | Об'єкт еротичного інтересу                                                                                       |
| ----------------- | --- |
| Накачування коліс | Люди (як правило, жінки), які потребують допомоги з автомобілем, особливо якщо він застряг у багнюці, снігу тощо |
| Нарратофілія      | Ненормативна лексика                                                                                             |
| Насофілія         | Носи |
| Некрофілія        | Трупи |

### О
| Парафілія     | Об'єкт еротичного інтересу |
| ------------- | --- |
| Об'єктофілія  | Конкретні неживі об'єкти |
| Одакселанія   | Кусання або бути укушеним |
| Окулофілія    | Очі та дії, безпосередньо пов'язані з очима та/або за участю очей. Вуаєризм не підпадає під класифікацію цього терміна                                                         |
| Ольфактофілія | Запахи (особливо неприємні), що виходять від тіла, особливо від статевих органів та/або від протилежної статі (наприклад, неприємний запах з рота, сечі, калу, метеоризм тощо) |
| Омораші       | Збудження від переповненого сечового міхура та/або сечовипускання, або від того, що хтось інший відчуває переповнений сечовий міхур та/або сечовипускання                      |

### П
| Парафілія                                                           | Об'єкт еротичного інтересу                                                                          |
| ------------------------------------------------------------------- | --------------------------------------------------------------------------------------------------- |
| Парафілічний інфантилізм / Автонепіофілія / Синдром дорослої дитини | Одягання або ставлення до себе як до дитини; значною мірою перегукується з підгузковим фетишизмом   |
| Партіализм                                                          | Специфічні, негенітальні частини тіла                                                               |
| Педовестизм                                                         | Одягання дитячого одягу                                                                             |
| Педофілія                                                           | Діти до статевої зрілості                                                                           |
| Пеодейктофілія                                                      | Оголення пеніса                                                                                     |
| Пигофілія                                                           | Сідниці                                                                                             |
| Підгузковий фетишизм                                                | Підгузки                                                                                            |
| Пікверизм                                                           | Проколювання плоті іншої людини, найчастіше шляхом нанесення ударів або порізів гострими предметами |
| Піктофілія                                                          | Порнографія або еротичне мистецтво, зокрема малюнки                                                 |
| Плюшофілія                                                          | М'які іграшкові тварини                                                                             |
| Подофілія                                                           | Стопи                                                                                               |
| Пупковий фетишизм                                                   | Пупки                                                                                               |

### С
| Парафілія            | Об'єкт еротичного інтересу                                         |
| -------------------- | ------------------------------------------------------------------ |
| Салірофілія          | Забруднення себе або інших                                         |
| Сексуальний садизм   | Заподіяння болю іншим людям                                        |
| Сексуальний фетишизм | Неживі предмети                                                    |
| Симфорофілія         | Свідчення або інсценування катастроф, таких як автомобільні аварії |
| Сомнофілія           | Сплячі або непритомні люди                                         |
| Софофілія            | Навчання                                                           |
| Стеноланія           | М'язи та прояви сили                                               |
| Стигматофілія        | Пірсинг і татуювання на тілі                                       |

### Т
| Парафілія                                         | Об'єкт еротичного інтересу |
| ------------------------------------------------- | --- |
| Тачеризм                                          | Дотик рукою до людини, яка нічого не підозрює і не дає на це згоди |
| Телефонна скатологія / Телефонофілія / Скатофілія | Непристойні телефонні дзвінки, особливо незнайомим людям |
| Тератофілія                                       | Потворні або монструозні люди. Термін також іноді використовується в більш буквальному значенні (від давньогрецького τέρας, teras, що означає чудовисько) для позначення потягу до жахливих міфічних і вигаданих істот, таких як вовкулаки |
| Токсофілія                                        | Стрільба з лука |
| Трансвестофілія                                   | Сексуальний партнер, який переодягається |
| Тріхофілія                                        | Волосся |
| Троїлизм                                          | Спостереження за тим, як партнер займається сексуальними діями з іншою людиною |

### У
| Парафілія | Об'єкт еротичного інтересу                                                                |
| --------- | ----------------------------------------------------------------------------------------- |
| Уроланія  | Сечовипускання, особливо в громадських місцях, на інших людей та/або коли на них мочаться |

### Ф
| Парафілія                  | Об'єкт еротичного інтересу                                      |
| -------------------------- | --------------------------------------------------------------- |
| Фетишистський куколдизм    | Зрада                                                           |
| Фетишистський трансвестизм | Повторюване та інтенсивне сексуальне збудження від переодягання |
| Фідеризм                   | Харчування, годування та набір ваги                             |
| Фіктофілія                 | Вигадані персонажі                                              |
| Формікофілія               | Повзання комахами людським тілом                                |
| Форніфілія                 | Перетворення людини на предмет меблів                           |
| Фроттеризм                 | Тертя об особу, яка не дає на це згоди                          |

### Х
| Парафілія        | Об'єкт еротичного інтересу  |
| ---------------- | --------------------------- |
| Хремастистофілія | Пограбування або затримання |
| Хронофілія       | Партнери різного віку       |